# Étueffont
Étueffont é uma comuna francesa na região administrativa de Borgonha-Franco-Condado, no departamento do Território de Belfort. Estende-se por uma área de 12.53 km². Em 2010 a comuna tinha 1 515 habitantes (densidade: 120,9 hab./km²).